# Liste des maires de Villeneuve-le-Roi

## Liste des maires
| Période   | Période   | Identité                       | Étiquette | Qualité                                                                            |
| --------- | --------- | ------------------------------ | --------- | ---------------------------------------------------------------------------------- |
| mars 2001 | En cours  | Didier Gonzales                | UMP       | Conseiller général du Canton de Villeneuve-le-Roi (2001-2007) - Député (2007-2012) |
| mars 1989 | mars 2001 | Michel Herry                   | PCF       | Conseiller général du Canton de Villeneuve-le-Roi (1989-1994)                      |
| 1978      | mars 1989 | Pierre Martin                  | PCF       | Conseiller général du Canton de Villeneuve-le-Roi (1988-1989)                      |
| mars 1965 | 1978      | Maxime Kalinsky                | PCF       | Député                                                                             |
| 1947      | mars 1965 | Gilbert Cartier                | MRP       | Député                                                                             |
| 1945      | 1947      | Georges Perré                  | PCF       | Luthier                                                                            |
| 1944      | 1945      | Henri Guillaume                | PCF       |                                                                                    |
| 1939      | 1944      | Aimé Dron                      |           |                                                                                    |
| 1935      | 1939      | Pierre Bonneval                | PCF       |                                                                                    |
| 1922      | 1935      | Adrien Billault                |           |                                                                                    |
| 1920      | 1922      | Louis Jacquard                 |           |                                                                                    |
| 1911      | 1920      | Gustave Leblanc-Barbedienne    |           |                                                                                    |
| 1910      | 1911      | Julien Mercier                 |           |                                                                                    |
| 1908      | 1910      | Jules Mascaux                  |           |                                                                                    |
| 1903      | 1907      | Albert Colas                   |           |                                                                                    |
| 1891      | 1902      | Amédée Soupault                |           |                                                                                    |
| 1860      | 1890      | Charles Noel                   |           |                                                                                    |
| 1852      | 1860      | Charles Lefèvre                |           |                                                                                    |
| 1838      | 1852      | Alexandre Godefroy             |           |                                                                                    |
| 1821      | 1838      | Louis Pierre Hutin             |           |                                                                                    |
| 1816      | 1820      | Alexandre Raguet Lepine        |           |                                                                                    |
| 1813      | 1816      | Louis Pierre Hutin             |           |                                                                                    |
| 1806      | 1813      | Jean-Baptiste Papavoine        |           |                                                                                    |
| 1801      | 1806      | Charles de Lizy                |           |                                                                                    |
| 1798      | 1801      | Florent Seron le jeune         |           |                                                                                    |
| 1795      | 1798      | Louis Rousseau                 |           |                                                                                    |
| 1791      | 1795      | Jean-Baptiste Bracony          |           |                                                                                    |
| 1790      | 1791      | Anne Adrien Le Roy De Petitval |           |                                                                                    |

## Pour approfondir